# Saint-Hippolyte (Gironda)
Saint-Hippolyte è un comune francese di 168 abitanti situato nel dipartimento della Gironda nella regione della Nuova Aquitania.

## Società

### Evoluzione demografica
Abitanti censiti